# Coppock
Coppock és una ciutat dels Estats Units a l'estat d'Iowa. Segons el cens del 2000 tenia 57 habitants.

## Demografia
Segons el cens del 2000, Coppock tenia 57 habitants, 22 habitatges, i 13 famílies. La densitat de població era de 95,7 habitants per km².
Dels 22 habitatges en un 27,3% hi vivien nens de menys de 18 anys, en un 45,5% hi vivien parelles casades, en un 13,6% dones solteres, i en un 40,9% no eren unitats familiars. En el 31,8% dels habitatges hi vivien persones soles el 13,6% de les quals corresponia a persones de 65 anys o més que vivien soles. El nombre mitjà de persones vivint en cada habitatge era de 2,59 i el nombre mitjà de persones que vivien en cada família era de 3,46.
Per edats la població es repartia de la següent manera: un 28,1% tenia menys de 18 anys, un 7% entre 18 i 24, un 33,3% entre 25 i 44, un 15,8% de 45 a 60 i un 15,8% 65 anys o més.
L'edat mediana era de 36 anys. Per cada 100 dones de 18 o més anys hi havia 95,2 homes.
La renda mediana per habitatge era de 26.750 $ i la renda mediana per família de 29.583 $. Els homes tenien una renda mediana de 28.333 $ mentre que les dones 13.750 $. La renda per capita de la població era d'11.051 $. Entorn del 15,4% de les famílies i el 30,4% de la població estaven per davall del llindar de pobresa.

## Poblacions més properes
El següent diagrama mostra les poblacions més properes.